# توم هاغن
توم هاغن (بالنرويجية البوكمول: Tom Hagen)‏ هو شخصية أعمال ورائد أعمال نرويجي، ولد في 1950.

## روابط خارجية
- توم هاغن على موقع SpeedSkatingBase.eu (الإنجليزية)